# Hitotsume-kozō
 (janvier 2018).
Si vous disposez d'ouvrages ou d'articles de référence ou si vous connaissez des sites web de qualité traitant du thème abordé ici, merci de compléter l'article en donnant les références utiles à sa vérifiabilité et en les liant à la section « Notes et références ».

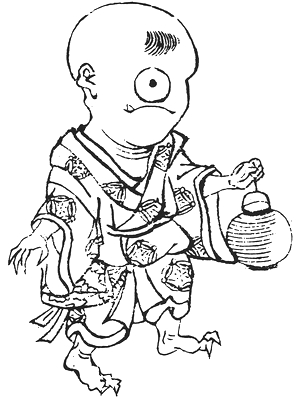
Représentation de Hitotsume-kozō dans le kibyōshi Bakemono Chakutōchō de Kitao Masayoshi (fin du XVIIIe siècle).

Un hitotsume-kozō (一 つ 目 小僧) est un Yōkai japonais qui prend l'apparence d'un enfant chauve avec un œil au centre de son front, semblable à un cyclope.

## Description
Généralement inoffensifs, ils apparaissent soudainement la nuit avec leur lanterne pour surprendre les gens, à la manière du yōkai incarné dans une ombrelle Kasa-obake. Comme ils ne sont pas considérés comme réellement malveillants, ils sont souvent représentés avec humour.
En plus de leur lanterne, les hitotsume-kozō sont souvent représentés portant du tōfu, ce qui les rapproche d'un autre yōkai, le Tōfu-kozō, au caractère plus doux et moins farceur.
Ils prennent l'apparence d'un kozō, jeune moine en formation, mais on suppose également qu'ils sont inspirés du yōkai du mont Hiei, l'Ichigan hitoashi hōshi (一眼 一 足 法師 prêtre bouddhiste à un seul pied et un seul œil).

## Hitotsume-kozō dans les classiques
On peut souvent les voir dans les kaidan (les histoires de fantômes japonaises) ainsi que dans les créations plus modernes inspirées du folklore japonais, mais l'une des histoires les plus fameuses impliquant hitotsume-kozō est Kaidanoi no Tsue (怪 談 老 の 杖) de Tōsaku Ikō. À Yotsuya, un quartier d'Edo, vivait un homme nommé Ojima Yakiemon (小 嶋 弥 喜 右衛門), qui se rendait dans le domaine de la famille des samouraï Asanuno pour une affaire. En attendant dans une pièce, il voit un enfant d'environ 10 ans qui entre et commence à enrouler et dérouler un rouleau suspendu dans l'alcôve. Trouvant cela inconvenant, Yakiemon le réprimande. L'enfant se retourne et lui dit : « Tais-toi ! », révélant qu'il n'a qu'un seul œil au milieu du visage. Horrifié, Yakiemon s'effondre en hurlant. Alertés par ses cris, les occupants du domaine le ramènent chez lui. Plus tard, ils expliquent que ce genre d'apparition se produit quatre ou cinq fois par an dans la maison, mais qu'elle ne cause jamais de tort. Yakiemon, après une vingtaine de jours alité, retrouve finalement la santé.
Le Hitotsume-Kozō est généralement aperçu à l'extérieur plutôt qu'à l'intérieur des maisons. Selon le Recueil des légendes d’Aizu, une jeune fille rencontre un enfant d’environ 8 ou 9 ans près de Honshinocho, à Aizu-Wakamatsu. L’enfant lui demande : « Grande sœur, veux-tu de l’argent ? ». Lorsqu’elle répond « oui », il lève le regard, révélant un unique œil. Terrifiée, elle perd immédiatement connaissance.
Dans la préfecture d’Okayama, la légende raconte qu’un escalier appelé Hitokuchi-Zaka (« colline d'une bouchée ») existe à Kamimomi Imaidani, dans le district de Kume. Autrefois, un Hitotsume-Kozō y apparaissait la nuit, accompagné d’une lumière bleutée. Quiconque le voyait et tombait de peur se faisait lécher par sa longue langue, ce qui donna son nom à l’endroit.
Enfin, le Hitotsume-Kozō est présent dans le Rakugo, un art japonais du conte humoristique. Dans le sketch Ichigan-Koku (Le Pays des Uniques Yeux), un forain entend dire qu'à environ 120-130 ri au nord d’Edo (soit 470 km, correspondant à Iwate ou Akita), il existe des hommes à un œil. Pensant faire fortune en capturant l’un d’eux pour l’exhiber, il se rend sur place et trouve un enfant à un œil. Mais lorsqu’il tente de l’emmener, il est encerclé par une foule d’habitants, tous dotés d’un seul œil. À son tour capturé, il entend l’un d’eux s’exclamer : « Regardez cet être étrange, il a deux yeux ! Exposons-le immédiatement ! ». L’histoire se termine sur ce retournement comique.

## Cyclopie
Il existe une déformation héréditaire appelée cyclopie. Lorsque la mère est déficitaire en vitamine A ou en d'autres nutriments, le cerveau est incapable de se diviser à gauche et à droite et le fétus ne peut développer qu'un seul globe oculaire.Cette maladie entraîne la mort dans l'utérus avant même la naissance. Par le passé au Japon, où la consommation de viande était peu répandue, il était relativement commun de manquer de vitamine A. Par conséquent, avec son apparence d'enfant et vêtu comme un jeune prêtre, on pense que les bébés nés avec un œil ont été appelés hitotsume-kozō et que la légende s'est bâtie à partir de là.
À Zama, dans la préfecture de Kanagawa, en 1932 (Showa 7), un crâne avec une seul orbite a été déterré du cimetière de la ville : il a été supposé que le propriétaire de crâne avait été atteint de cyclopie, ou bien que ces restes étaient ceux d'une victime d'attaque de chiens sauvages. Un "Hitotsume-kozō Jizō" a été construit par la suite, et le lien a été fait avec la légende de hitotsume-kozō.